# Pietro Generali
Pietro Generali (s pravim imenom Pietro Mercandetti), italijanski operni skladatelj, * 23. oktober 1773, Masserano, Italija, † 3. november 1832, Novara.
V svojem času je bil Generali znan operni skladatelj, napisal jih je preko 50.

## Opere (izbor)
- Pamela nubile (libreto Gaetano Rossi), (12. april 1804)
- Don Kihot (libreto Gaetano Rossi) (1805)
- Attila (libreto Gaetano Rossi), (1812)
- Bajazet (26. december 1813)
- I baccanali di Roma (libreto Gaetano Rossi), (14. januar 1816)
- Chiara di Rosenberg (libreto Andrea Tottola), (1820)
- Elena in Olfredo (9. avgust 1821)
- Jeftejeva prisega (11. marec 1827)
- Francesca da Rimini (26. december 1828)